# Tūrān

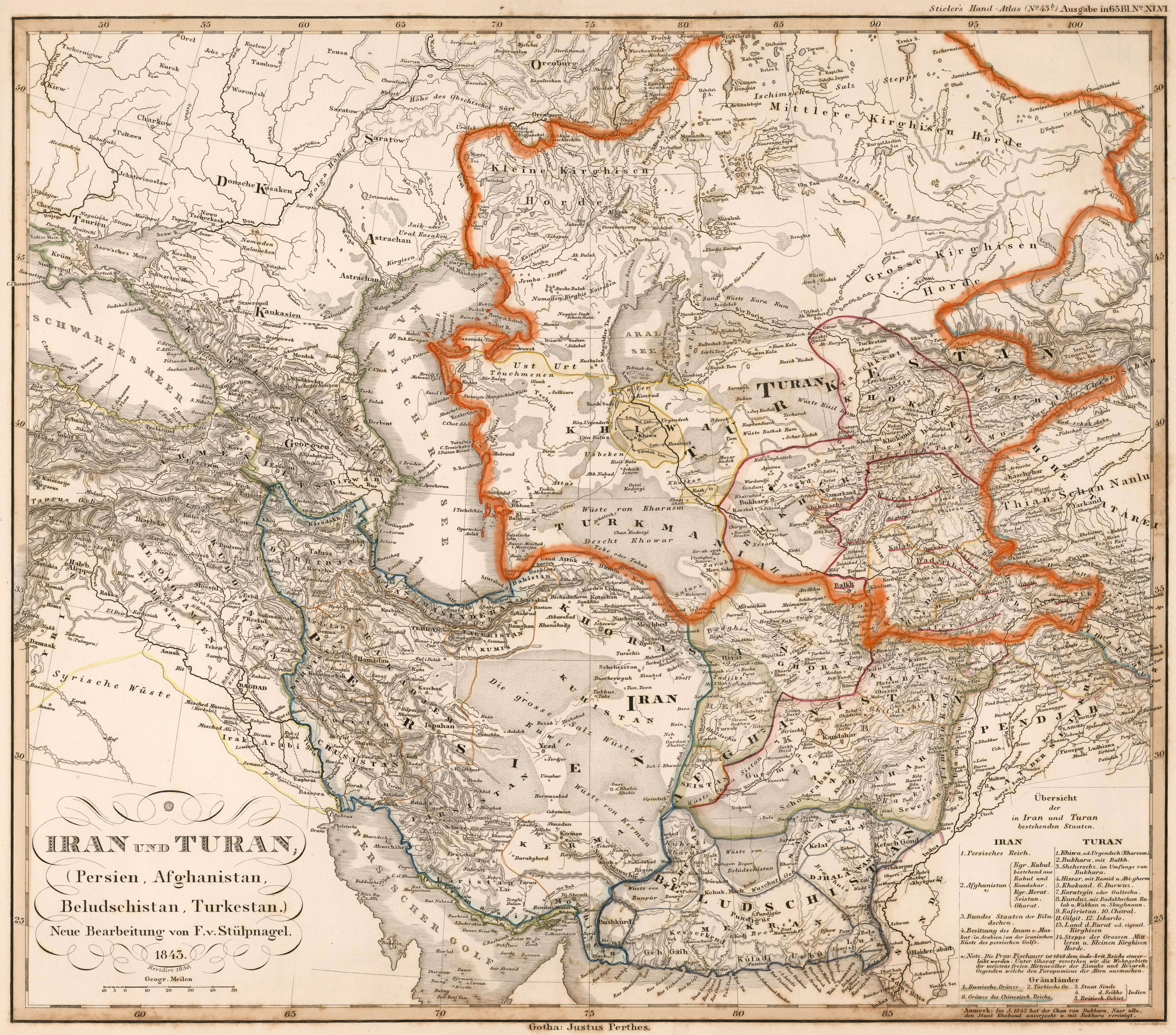
La regione in una mappa del 1843

Tūrān (in persiano توران‎) è l'antico nome iranico dell'Asia Centrale. Letteralmente significa "la terra dei Tur". Originariamente le popolazioni del Tūrān erano di etnia iranica, anche se nel corso della storia la regione fu invasa a più riprese da popolazioni turcofone, che oggi ne costituiscono la principale componente etnica. Geograficamente il bassopiano turanico costituisce, assieme all'altopiano iranico, la regione della Grande Persia.

## Tūrān nella storia
Gli originari Turani erano il popolo iranico dei Tuirya dell'epoca avestica.
(Jacques Duchesne-Guillemin. L'Iran antico e Zoroastro. In Storia delle religioni vol. 2 (a cura di Henri-Charles Puech. Bari, Laterza, 1977, p. 140)
Quindi i Turanici erano una:
(Arnaldo Alberti. Avestā. Torino, UTET, 2006, pag.644)
Paul Du Breuil li identifica come scito-turanici, come appartenenti a quelle tribù di Cimmeri e Sciti della regione uralo-caspica che 
(Paul Du Breuil. Zarathustra (Zoroastro) e la trasfigurazione del mondo. Genova, Ecig, 1998, pp. 46 e segg.)

## Tūrān nell'Avestā
Una delle più antiche testimonianze sui Turani si trova nel Farvardīn Yašt (Inno allo Spirito guardiano), inserito come XIII yašt (inno) nella Kordah Avestā che secondo gli iranisti dovrebbero essere stato composto nel V secolo a.C.. 
(Farvardīn Yašt IX, 38)
L'Avestā contiene i nomi di vari gruppi tribali che confinavano tra loro, tra cui i Tūrya Negli inni dell'Avestā, l'aggettivo Tūrya è connesso a vari nemici dello Zoroastrismo, tra i quali il re turanico Frankasiyan.
La parola ricorre in una sola circostanza nelle Gāthā, segnatamente nella Uštavaitī Gāthā:
(Uštavaitī Gāthā, Yasna XLVI, 12. Traduzione di Arnaldo Alberti in Avestā, Torino, Utet, 2008, p. 184)
Ricorre tuttavia venti volte nelle parti più recenti dell'Avestā. Apparentemente non v'è alcuna differenza etnica fra Tūrya e Ārya nell'Avestā, avendo entrambi nomi indoeuropei.

## Tūrān nelloShahnameh
Secondo il racconto leggendario riportato nello Shahnameh, che ricostruisce mitologicamente la storia iranica dalla creazione del mondo alla conquista islamica, quindici secoli prima le tribù nomadi che abitavano i territori di Tūrān erano governate dal re Tūr, primogenito dell'imperatore Farīdūn.
Lo Shahnameh associa i Turani con i Turchi, sostenendo che la turchizzazione dell'Asia Centrale fosse stata parzialmente completata durante quel periodo di tempo.. Tur/Turaj (Tuzh in medio-persiano) è il figlio del re Farīdūn nell'antica mitologia iranica.  Nello Shāhnāmeh è identificato con i Turchi sebbene culturalmente non ci sia alcuna relazione fra i Turanici dello Shahnameh e la cultura degli antichi Turchi.
A partire da questo racconto mitologico, in Occidente nel XIX secolo e fino ai primi del XX, il termine "turanico" occorse per identificare i turcofoni, i parlanti lingue ugriche e i parlanti lingue uraliche.